# Praecitrullus fistulosus
Praecitrullus fistulosus o tinda, és una espècie de planta cucurbitàcia que es conrea, al sud-est asiàtric, pel seu fruit immadur com a verdura. És una liana anual prolífica de fruit esfèric de 5–8 cm de diàmetre. Les seves llavors es poden rostir i són també comestibles.